# روبرت إتش. كارلن
روبرت إتش. كارلن هو سياسي كندي، ولد في 27 أكتوبر 1887 في سانت جون في كندا، وتوفي في 4 سبتمبر 1953. نشط حزبياً في الجمعية الليبرالية لنيو برونزويك ‏. وقد انتخب عضو الجمعية التشريعية لنيو برونزويك ‏.